# Garbanzo (Lima)
Garbanzo es una localidad peruana ubicada en el distrito de Gorgor, perteneciente a la provincia de Cajatambo del departamento de Lima, al centro oeste del Perú. 

## Ubicación
Garbanzo se ubica al sur de la provincia de Cajatambo, en el distrito de Gorgor, en el departamento de Lima.

## Demografía
En 2017 Garbanzo tenía una población de 5 habitantes y 9 viviendas.
| Gráfica de evolución demográfica de Garbanzo entre 1993 y 2017 |
|                                                                |
| Fuentes: Población 1993 y 2017                                 |